# Циркуляр
Циркулярът е машина, задвижваща диск с трионни зъби по ръба. Циркулярните машини се използват за надлъжно, напречно и смесено рязане на дървесни материали. На тях могат да се обработват трупи, призми, дъски, плочи от дървесни частици, шперплат и др.
Според посоката на движение на режещия инструмент (циркулярен трион) спрямо направлението на дървесните влакна те биват: за надлъжно рязане, за напречно рязане, за смесено рязане. Според броя на използваните триони се различават еднотрионни и многотрионни циркулярни машини.